# NGC 5719
NGC 5719 је спирална галаксија у сазвежђу Девица која се налази на NGC листи објеката дубоког неба.
Деклинација објекта је - 0° 19' 4" а ректасцензија 14h 40m 56,5s. Привидна величина (магнитуда) објекта NGC 5719 износи 12,6 а фотографска магнитуда 13,4. NGC 5719 је још познат и под ознакама UGC 9462, MCG 0-37-24, CGCG 19-79, IRAS 14383-0006, PGC 52455.